# نحل العسل القزم
النحل القزم يعتبر هذا النوع من النحل من أصغر أنواع النحل المعروفة وأقدرها علي تحمل درجات الحرارة المرتفعة والتي قد تصل إلي 50 درجة مئوية و هي خاصية فريدة و صفة يتميز بها هذا النوع , يسود هذا النوع من النحل في المناطق المنخفضة من جنوب القارة الأسيوية و موطنه الأصلي الرئيسي في تايلاند - ماليزيا - أندونيسيا - الهند و باكستان ويتواجد أيضاً في مناطق الخليج العربي و العراق و سلطنة عمان وبعض مناطق إيران .
يعيش هذا النحل في حالة برية ضمن المجموعات الأخري مثل النحل العملاق و النحل الشرقي , وهو يبني قرصاً صغيراً في الهواء الطلق لا يزيد حجمه عن راحة الكف و لا يزيد وزن العسل فيه عن 500 جرام , وأيضاً يربي في الخلايا مثل بقية الأنواع الأخري , ولكنه شديد التطريد حيث يسميه البعض بالنحل البدوي 